# Julia Wegat
Julia Wegat (* 1969 in Dortmund) ist eine deutsche Malerin und Medienkünstlerin.
Bekannt geworden durch die teils plakativ-emotionalen Übermalungen ihrer eigenen realistischen Bilder, erlangte Wegat auch Anerkennung für konzeptionell angelegte, künstlerische Projekte mit starken Bezügen in die soziale Wirklichkeit (SPIT, totenprojekt).

## Leben
Julia Wegat war Schülerin des österreichischen Hyperrealisten Gottfried Helnwein und sie studierte an der Akademie der bildenden Künste München bei Ben Willikens. Der Studienschwerpunkt Neue Medien erlaubte ihr Experimente mit verschieden theatralen und multimedialen Performances, sowie erste Filmarbeiten. Während des Studiums nahm sie u. a. an einem durch die Akademie organisierten Workshop von Christo und Jeanne-Claude teil.

## Projekte
Ihr Diplom machte sie im Jahr 2001 mit dem Projekt Schönheitengalerie, einer Adaption der historischen Schönheitengalerie des Königs Ludwig I. von Bayern, die in München in Schloss Nymphenburg zu sehen war. Durch diverse Sondergenehmigungen und Ausnahmeregelungen wurde es möglich, Wegats Schönheitengalerie auch erstmals als ein zeitgenössisches Werk in der historischen Umgebung am Originalschauplatz in Schloss Nymphenburg in direkter Konfrontation mit dem Vorbild zu zeigen. Die vielbesuchte Ausstellung verschaffte Wegat schnell überregionale Bekanntheit.
Im Jahr 2003 folgte die Zusammenarbeit mit Max Mannheimer (Ben Jakov), die im Erstellen eines gemeinsam erarbeiteten Gemäldezyklus gipfelte, der, im Besitz des jüdischen Museums München, zum Fundraising für den Bau des jüdischen Kulturzentrums beitrug. Mit diesem Malereiprojekt begann Wegat eine neue Variante der Übermalungen, mit denen sie bereits zuvor als eher prozessual angelegtem Werkkomplex an die Öffentlichkeit getreten war.

## Weitere Arbeiten
Um weiter gesteckte Themenbereiche erfolgreich zu bearbeiten und das Gefüge von sie umgebenden Strukturen sozialer Randschichten abzubilden, entwickelte Wegat einen prozessual angelegten Arbeitsverlauf, dessen Entstehungsgeschichte Teil des fertigen Werkes ist.
So entstanden Arbeiten wie männerraum – frauenraum (Im Strafvollzug, mit Kaline Versmold), totenprojekt (über anonym verstorbene Personen) und asylum (mit minderjährigen und begleiteten Flüchtlingen).
Deutschlandweite Bedeutung erlangte ihr 2005 produzierter und ausgezeichneter Film SPIT mit türkischen Jugendlichen aus dem Münchener Brennpunktviertel Neuperlach. 

2007 wurde der Extrembergsteiger Reinhold Messner auf Wegats Arbeiten aufmerksam, für dessen Museen sie seither verschiedene Konzepte realisiert.
Julia Wegat lebt und arbeitet in Halle/Saale und München.

## Ausstellungen
- 2017 LIBERTAS HAUS blog
- 2017 Villa Rabe, Halle/Saale, asylum
- 2016 Verfassungsbeschwerde: Verbot eines der Bilder aus der Reihe Märchenbilder
- 2015 JVA Magdeburg, männerraum-frauenraum
- 2013 Willi Sitte Galerie Merseburg
- 2013 Villa Rabe, Halle/Saale, Märchenbilder
- 2012 Kunstpavillon, München
- 2010 libertas haus, Rekonstruktion eines Gutshofes aus dem 19. Jahrhundert bei Halle/Leipzig und dessen Geschichte als work-in-progress
- 2008 Staatliches Museum für Völkerkunde München, asylum
- 2008 Messner Mountain Museum, Bozen
- 2008 Galerie Kunstraum Erlangen, freunde und nachbarn
- 2007 Messner Mountain Museum Ortles, Einzelausstellung requiem
- 2006 Schirn Kunsthalle, Frankfurt, SPIT im Rahmen der Ausstellung „Die Jugend von heute“
- 2006 JVA Kaisheim, the wall
- 2006 JVA Aichach, frauenraum; JVA Kaisheim, männerraum-frauenraum
- 2005 Galerie Kunstraum Erlangen, fremde heimat
- 2004 Ben-Jakov-Paintings, Stadtmuseum München
- 2003 Kloster St. Vinzent, Hildesheim und Galerie Kunstraum Erlangen, frau für’s leben
- 2002 Ben-Jakov-Paintings, Herkulessaal München
- 2002 Performance alter ego, Glyptothek München; zur langen Nacht der Museen
- 2001 Schönheitengalerie, Schloss Nymphenburg, München
- 1997 Kunstbunker Tumulka, München, Ausstellung und Performance transit
- 1997 Performance Und mit uns die Glückseligkeit, Wolnzach

## Preise und Auszeichnungen
- 2006 hauserconsulting-Kunstpreis ZEITSICHT für fremde heimat
- 2005/06 Bayerisches HWP Stipendium (totenprojekt)
- 2005 Filmfest München; bayerischer Filmpreis „weißer Elefant“ für SPIT